# Cattedrale di Linares
La Cattedrale di Sant'Ambrogio di Linares è una chiesa Cathedralicia cattolica, sede della Diocesi di Linares nella Regione del Maule. Fu costruito negli anni 1935 e 1937. Se vi trovate nel centro della città e di fronte alla Piazza d'Armi di Linares.

## Storia
Dopo la fondazione di Linares (Cile), il 23 maggio 1794, il parroco di Yerbas Buenas Pablo de la Barra trasferì la sede della sua parrocchia in questa città, costruita tra il 1796 e il 1810, affidata a Tiburcio Gúmera. La struttura si deteriorerebbe dopo il 1906 Valparaíso terremoto e il terremoto di Talca del 1928, che portò alla sua demolizione. Si iniziarono a raccogliere fondi per la costruzione di un tempio, compito portato a termine dal primo vescovo della diocesi Miguel León Prado, opera che dopo la sua morte sarebbe stata continuata dal vescovo Juan Subercaseaux Errázuriz. Riunirebbe gli architetti Carlos Bresciani e Jorge del Campo Rivera, così come suo fratello, Pedro Subercaseaux. A quest'ultimo si attribuisce l'identificazione dell'edificio con la Basilica di Sant'Ambrogio di Milano. Verrà inaugurato nel 1937.

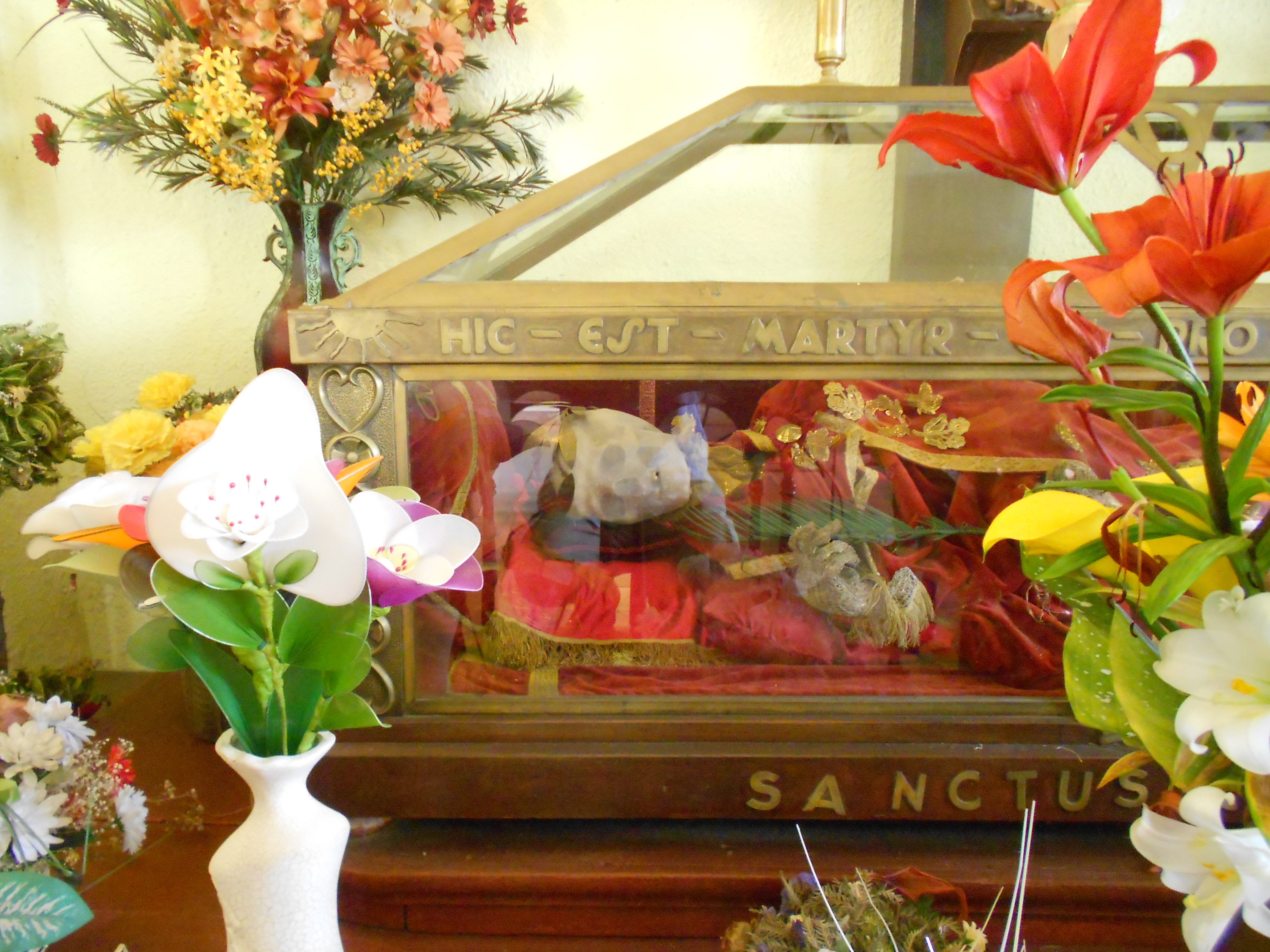
Reliquie di San Clemente, martire. Da non confondere con il papa omonimo.